# Maliana

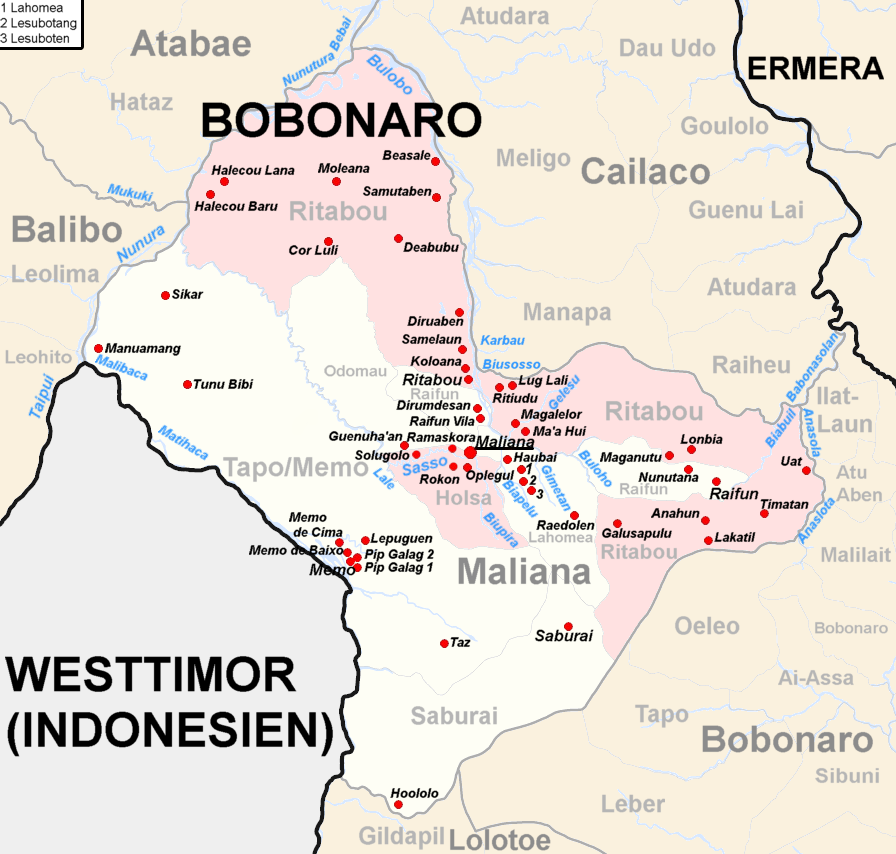
Posto administrativo Maliana

Maliana é uma cidade de Timor-Leste, 149 km a sudoeste de Díli, a capital do país.
Ela possui 22 mil habitantes e é a capital do município de Bobonaro e do posto administrativo de Maliana. Localiza-se a poucos quilómetros da fronteira com a Indonésia.

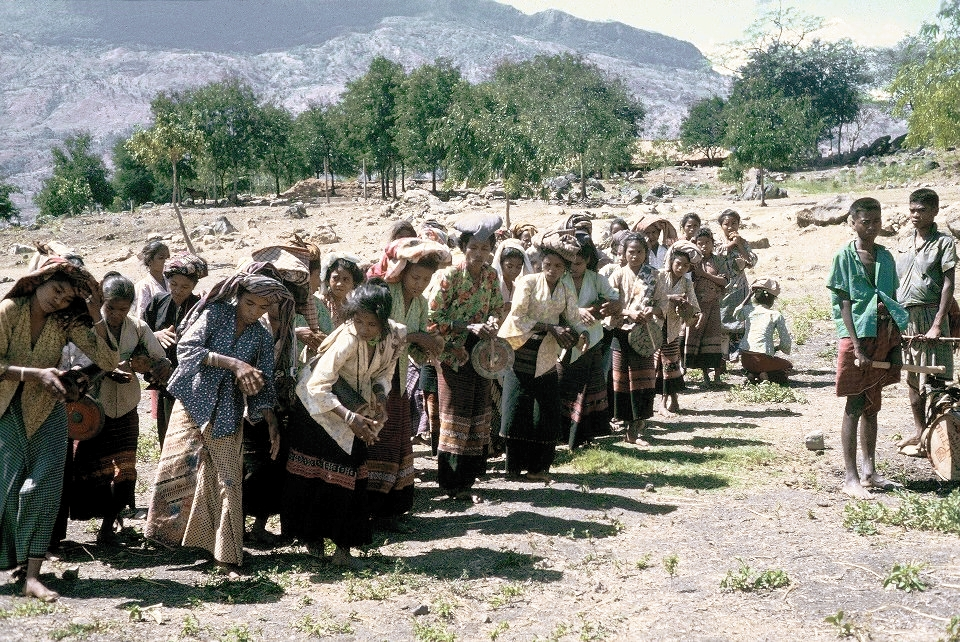
Maliana em festa (1969)

## Equipamentos
- Escola Secundária Geral Malibaca Yamato (Suco de Tapo Memo, posto administrativo Maliana);
- Escola Secundária Geral Dom Martinho da Costa Lopes (posto administrativo de Maliana);
- Escola CAFE de Maliana - Pré Escolar e 1º Ciclo (Suco de Odomau) - 2º e 3º Ciclo e Secundário (Suco de Holsa) - posto administrativo de Maliana;